# جون أوكي
جون أوكي (باليابانية: 青木淳 ) (و. 1956  م) هو مهندس معماري ياباني، ولد في يوكوهاما.

## التعليم
تعلم في جامعة طوكيو.